# MiG-17
MiG-17 (ros. МиГ-17, oznaczenie NATO Fresco) – radziecki samolot myśliwski. Prototyp powstał pod koniec lat 40. XX w. Oblatany został na początku lat 50. XX w. Służył w wojskach lotniczych (siłach powietrznych) czterdziestu krajów świata.

## Historia rozwoju
Samolot powstał w 1949, a pierwszy prototyp oblatano w 1950. Stanowił on rozwinięcie myśliwca MiG-15. Z powodu śmiertelnego wypadku podczas oblatywania pierwszego prototypu nastąpiło opóźnienie w podjęciu produkcji seryjnej. Pierwszą wersją produkcyjną był różniący się od prototypu silnikiem MiG-17F, następnie wprowadzono wersje przechwytujące wyposażone w radar – MiG-17PF oraz w radar i możliwość przenoszenia pocisków naprowadzanych radarowo – MiG-17PFU.  Od 1956 produkowano go również w Polsce jako Lim-5 (od „licencyjny myśliwiec”). Produkowano również MiG-17PF jako Lim-5P. W 1963 polscy inżynierowie opracowali wersję rozwojową Lim-6bis wyposażoną w wysięgniki na dodatkowe, podwieszane uzbrojenie oraz spadochron hamujący. Zmieniło się również przeznaczenie – nowa maszyna miała pełnić funkcję samolotu szturmowego. Na jego bazie powstała wersja rozpoznawcza Lim-6bisR. Limy-6 powstałe w wyniku przebudowy Limów-5P otrzymały oznaczenie Lim-6M. Samoloty eksportowane do Chin otrzymały oznaczenie J-4, zaś produkowane w Chinach J-5. Chińczycy opracowali również wersję dwumiejscową JJ-5 eksportowaną do innych krajów pod oznaczeniem FT-5.
Samolot był myśliwcem poddźwiękowym, jednakże w locie nurkowym, z użyciem dopalacza udawało się przekroczyć prędkość dźwięku (1 Ma). Z powodu silnych drgań w zakresie prędkości okołodźwiękowych (były przyczyną rozbicia pierwszego prototypu  i doprowadziły do utraty dużej części usterzenia pionowego w drugim prototypie podczas lotu próbnego) wprowadzono pewne ograniczenia i loty z prędkością ponad 1 Ma praktycznie nie były wykonywane.

## Opis konstrukcji

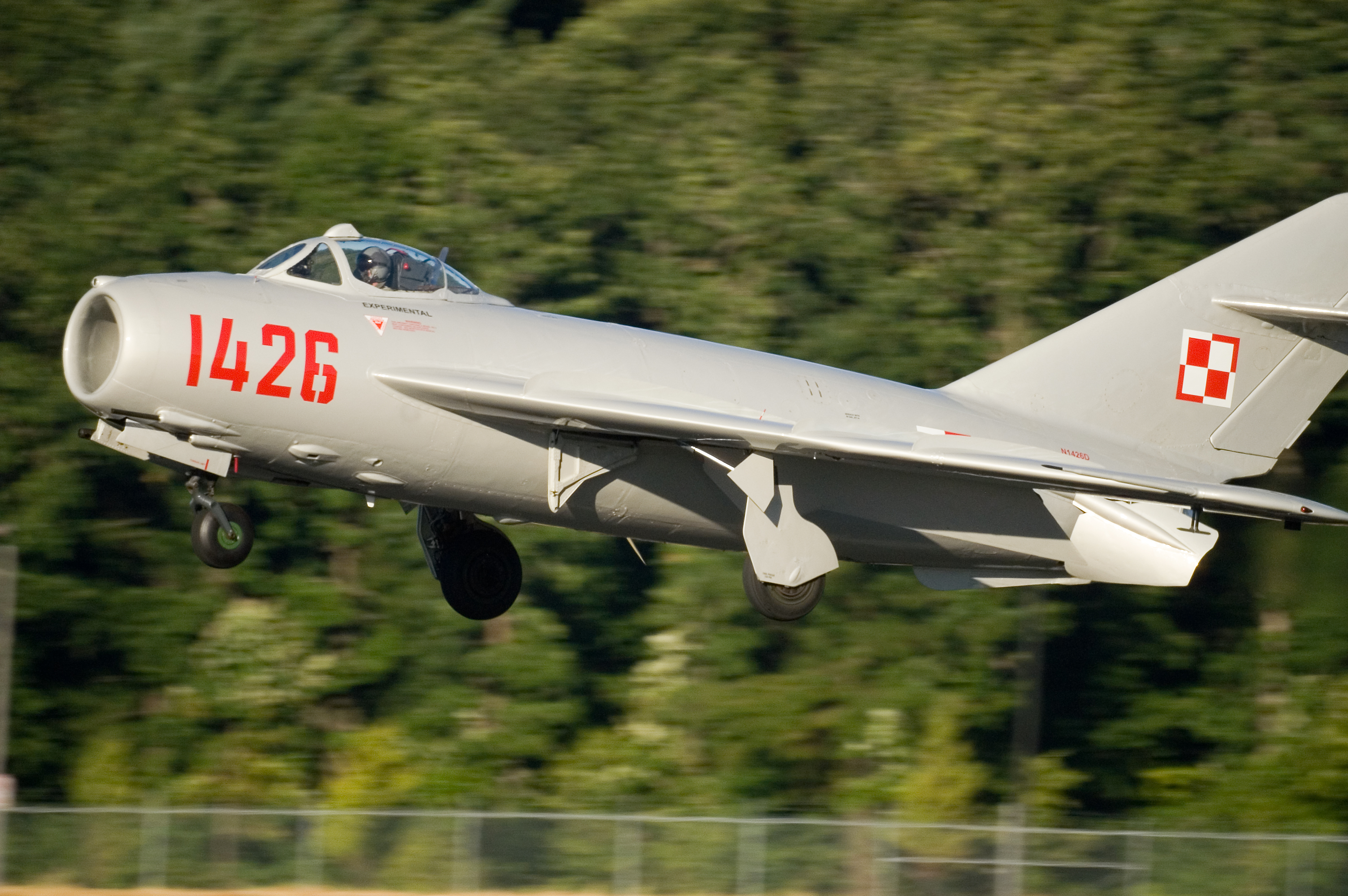
MiG-17

Jednomiejscowy (poza chińską wersją JJ-5), jednosilnikowy średniopłat o konstrukcji całkowicie metalowej (duraluminium) i skośnych skrzydłach. Skrzydła o zmiennym skosie krawędzi natarcia, przy kadłubie 45°, dalej 42°, o profilu laminarnym, wielodźwigarowe. Na każdym ze skrzydeł trzy kierownice strug powietrza. Na tylnej krawędzi klapy i lotki. Usterzenie klasyczne, skośne (pionowe – o kącie skosu 56°). Usterzenie poziome zamocowane powyżej połowy wysokości pionowego. Kadłub o konstrukcji półskorupowej. W części przedniej wlot powietrza do silnika, rozdzielający się pionową przegrodą na dwa kanały wzdłuż burt. Kabina pilota hermetyzowana, typu wentylowanego, w przedniej części kadłuba. Kilkuczęściowa oszklona osłona o kształcie kroplowym, dzieląca się na stały wiatrochron i osłonę odsuwaną do tyłu. Kabina wyposażona w fotel wyrzucany (minimalna wysokość do katapultowania 250 m). Silnik odrzutowy w tylnej części kadłuba. Po obu stronach tylnej części kadłuba hamulce aerodynamiczne o łącznej powierzchni 0,98 m². Podwozie samolotu trójkołowe, z pojedynczymi kołami; golenie główne wciągane w skrzydła, w stronę kadłuba, rozstaw kół 3,849 m. 
Napęd stanowił jeden silnik turboodrzutowy ze sprężarką odśrodkową WK-1F o ciągu 33,1 kN z dopalaczem, 25,5 kN bez dopalania. MiG 17 był pierwszym radzieckim seryjnym samolotem z dopalaczem. Paliwo w dwóch zbiornikach w kadłubie o pojemności łącznie 1415 l. Z reguły podwieszano dwa dodatkowe zbiorniki paliwa pod skrzydłami o pojemności po 400 l. 
Uzbrojenie stałe: dwa działka lotnicze NR-23 kalibru 23 mm (po 80 nabojów) i jedno N-37D kalibru 37 mm (40 nabojów), na wspólnej opuszczanej lawecie pod przednią częścią kadłuba. MiG-17PF był uzbrojony w trzy działka NR-23 23 mm. Automatyczny optyczny celownik żyroskopowy ASP-4NM Krokus z radiodalmierzem SRD-1M Radal-M. MiG-17PF miał stację radiolokacyjną RP-1, potem RP-5 Izumrud.
Zamiast dodatkowych zbiorników paliwa, na dwóch belkach pod skrzydłami można było podwiesić bomby o masie do 250 kg lub wyrzutnie niekierowanych pocisków rakietowych S-5. Bułgarskie samoloty z pułków myśliwsko-bombowych począwszy od 1968 roku były modyfikowane do przenoszenia bomb do 250 kg na czterech belkach.

## Galeria

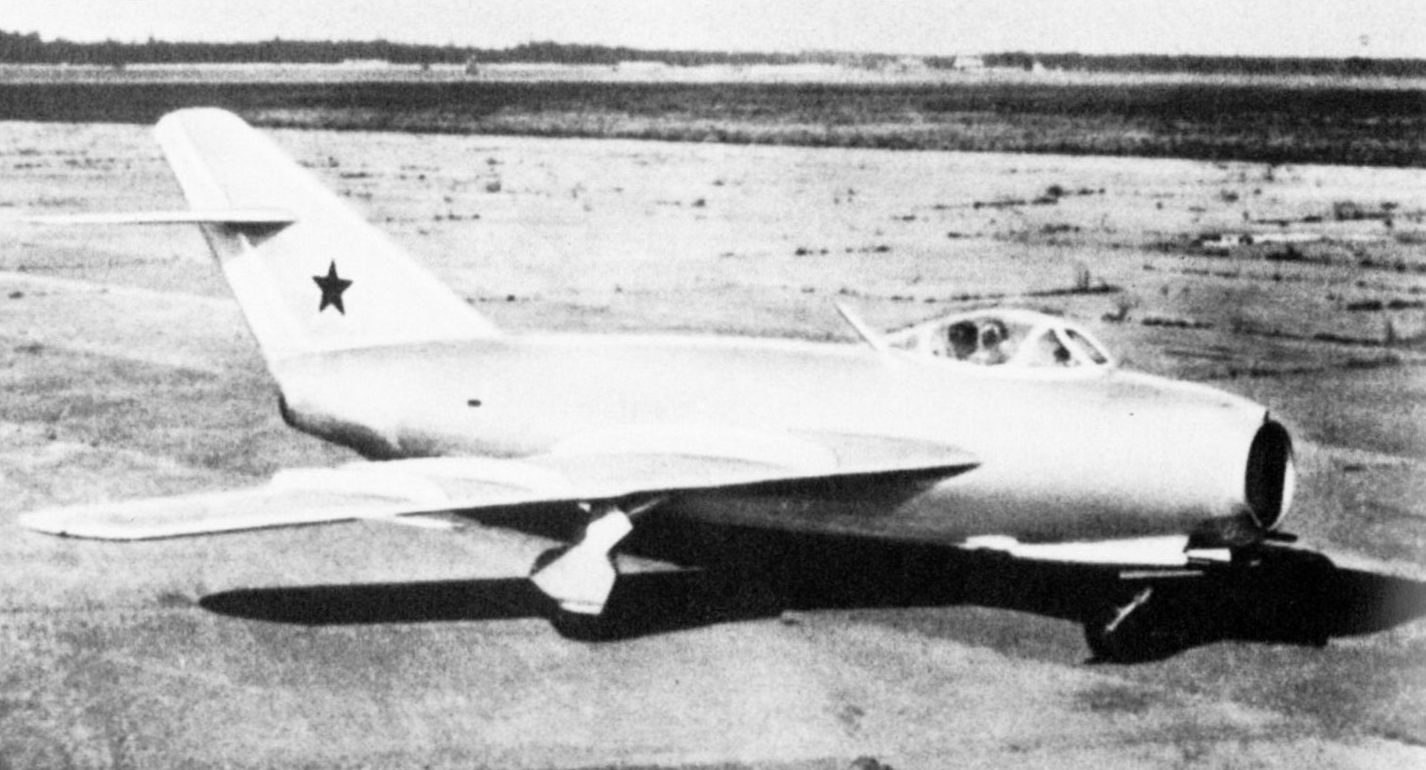
MiG I-330 (prototyp)
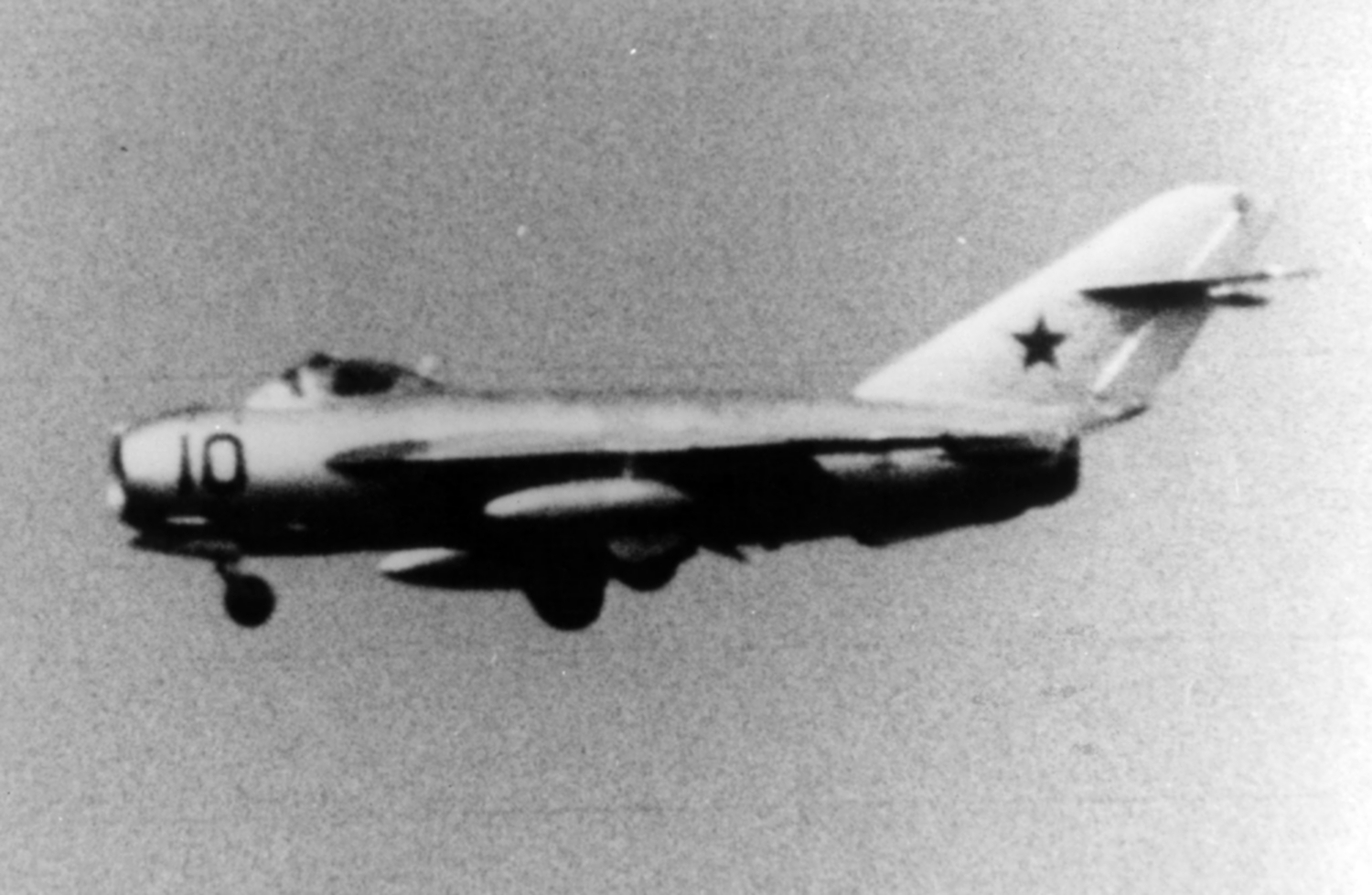
MiG-17 w locie
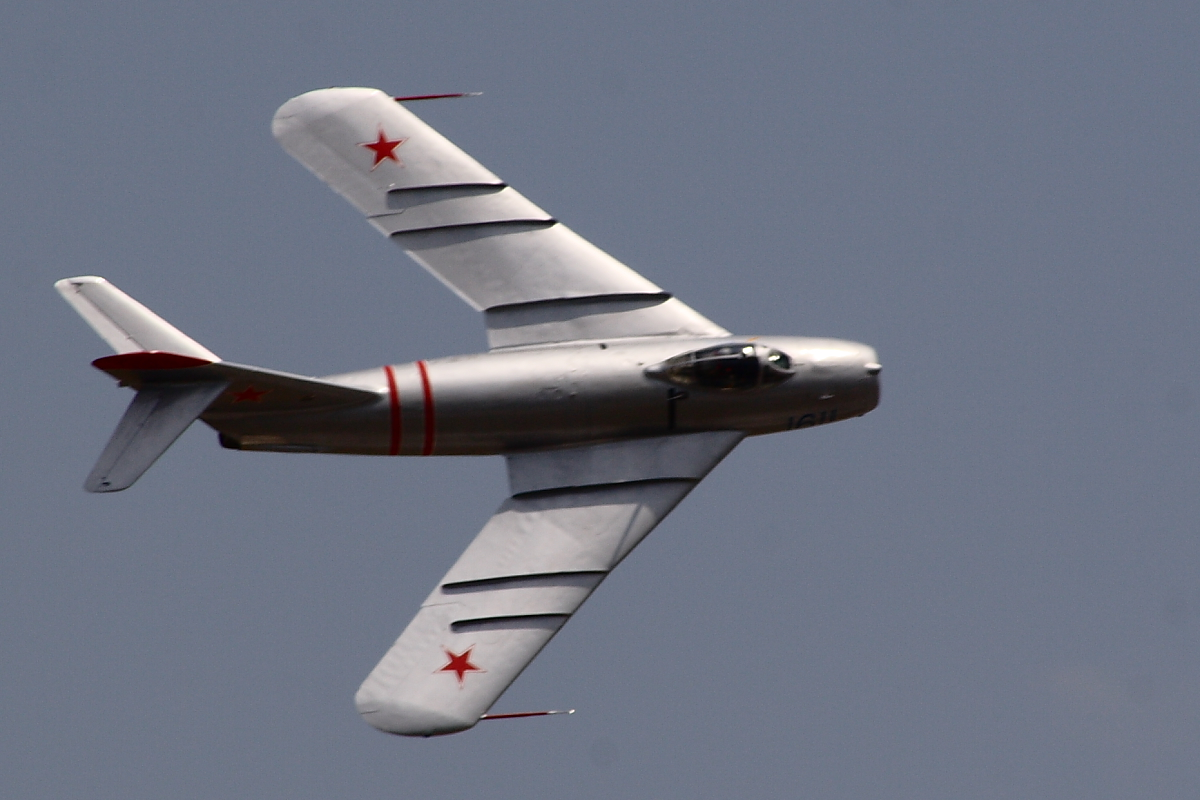
MiG-17F w locie
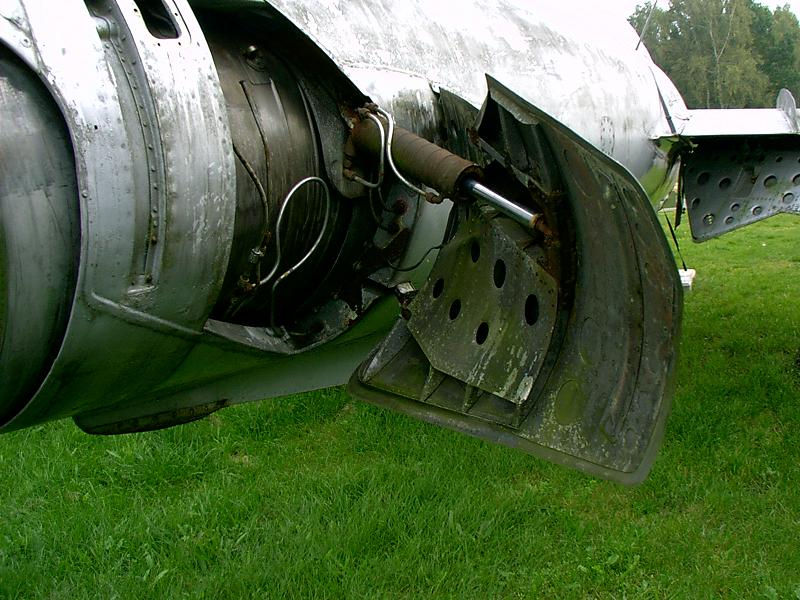
Hamulec aerodynamiczny MiG-17F
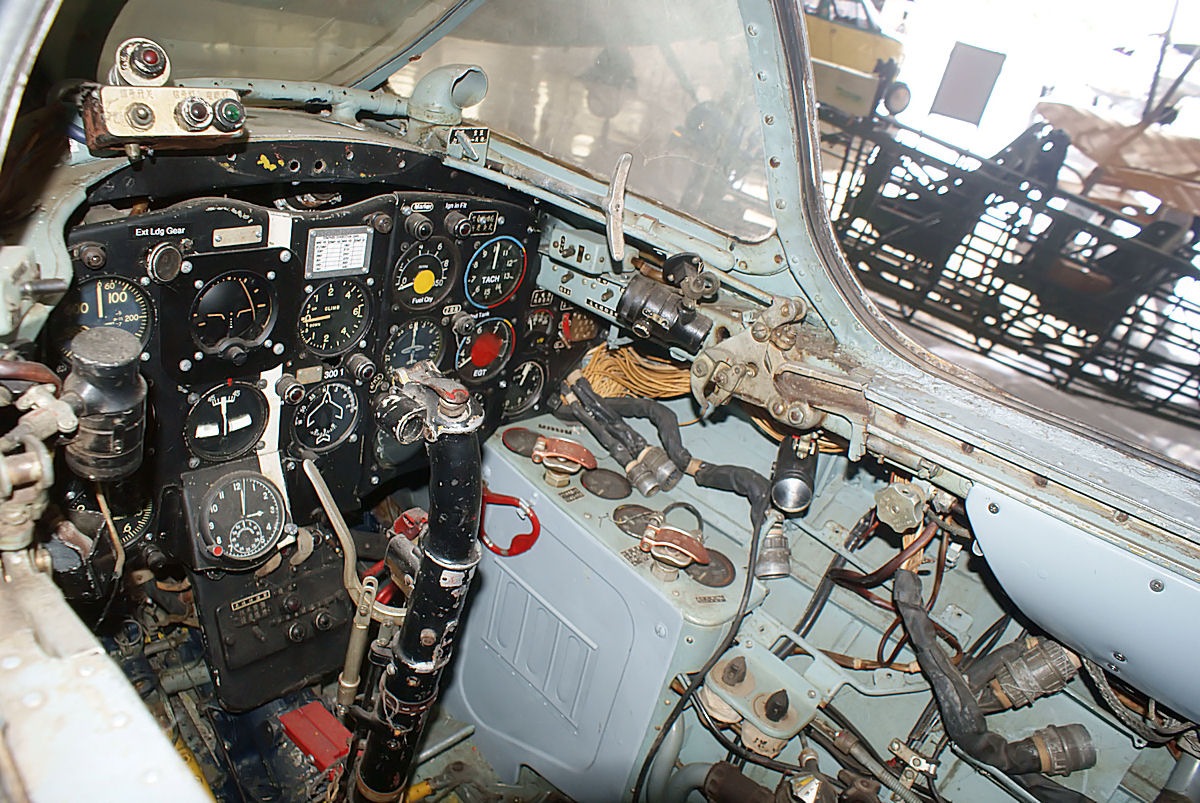
Kabina pilota MiG-17F
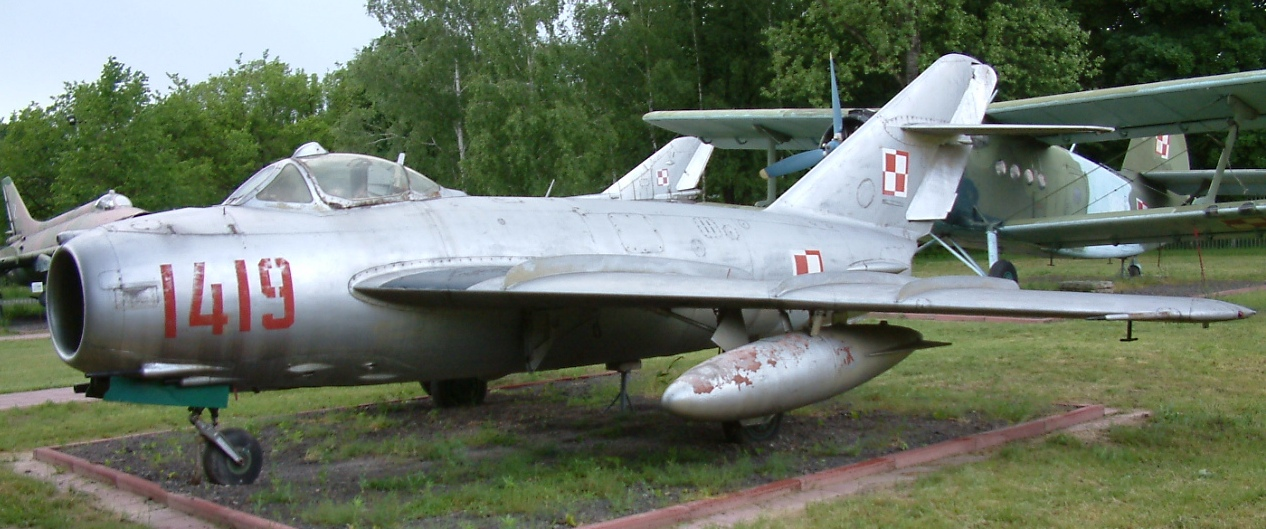
Lim-5 w Muzeum Uzbrojenia w Poznaniu
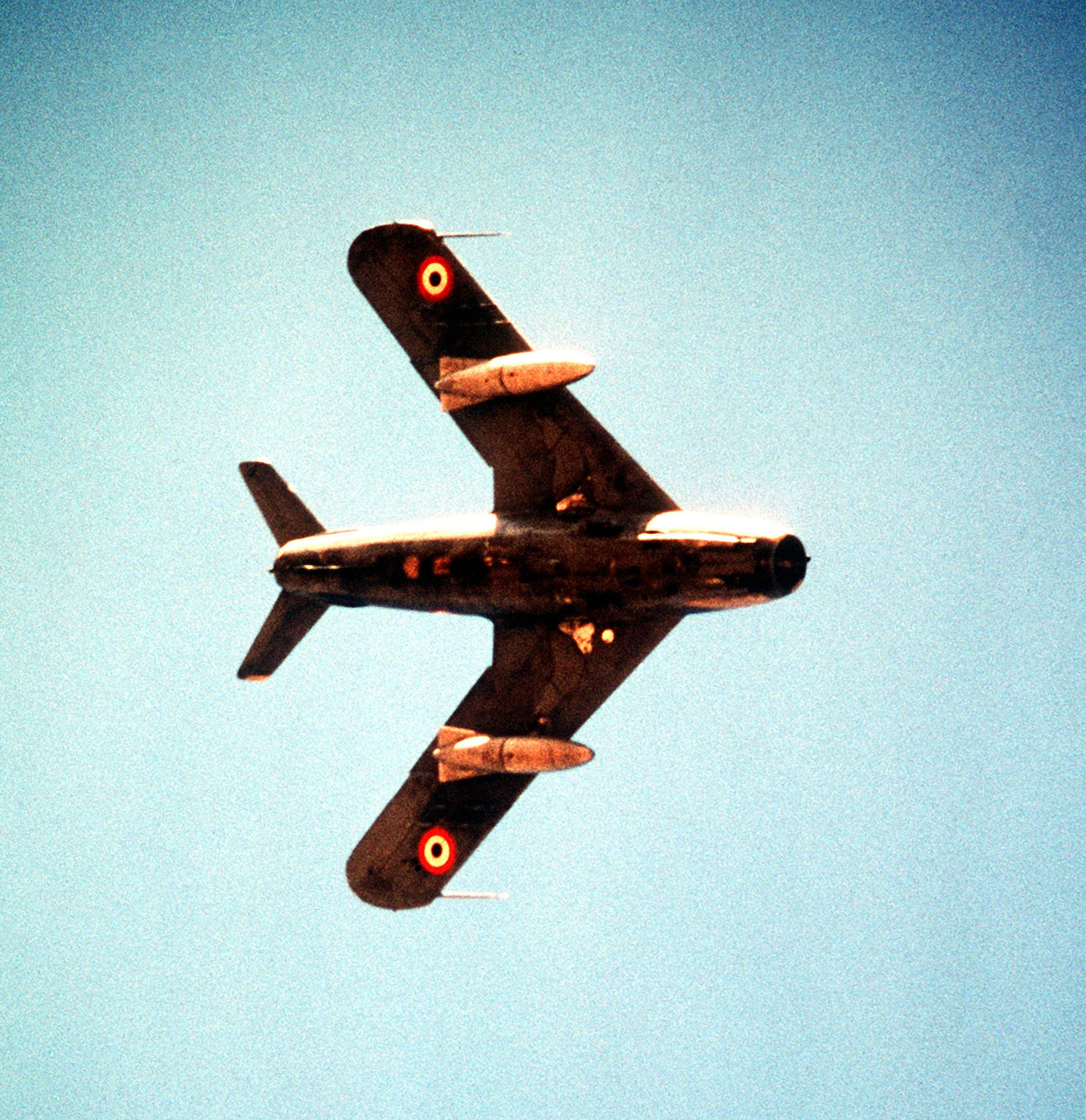
MiG-17 lotnictwa Egiptu w locie, 1981 r.
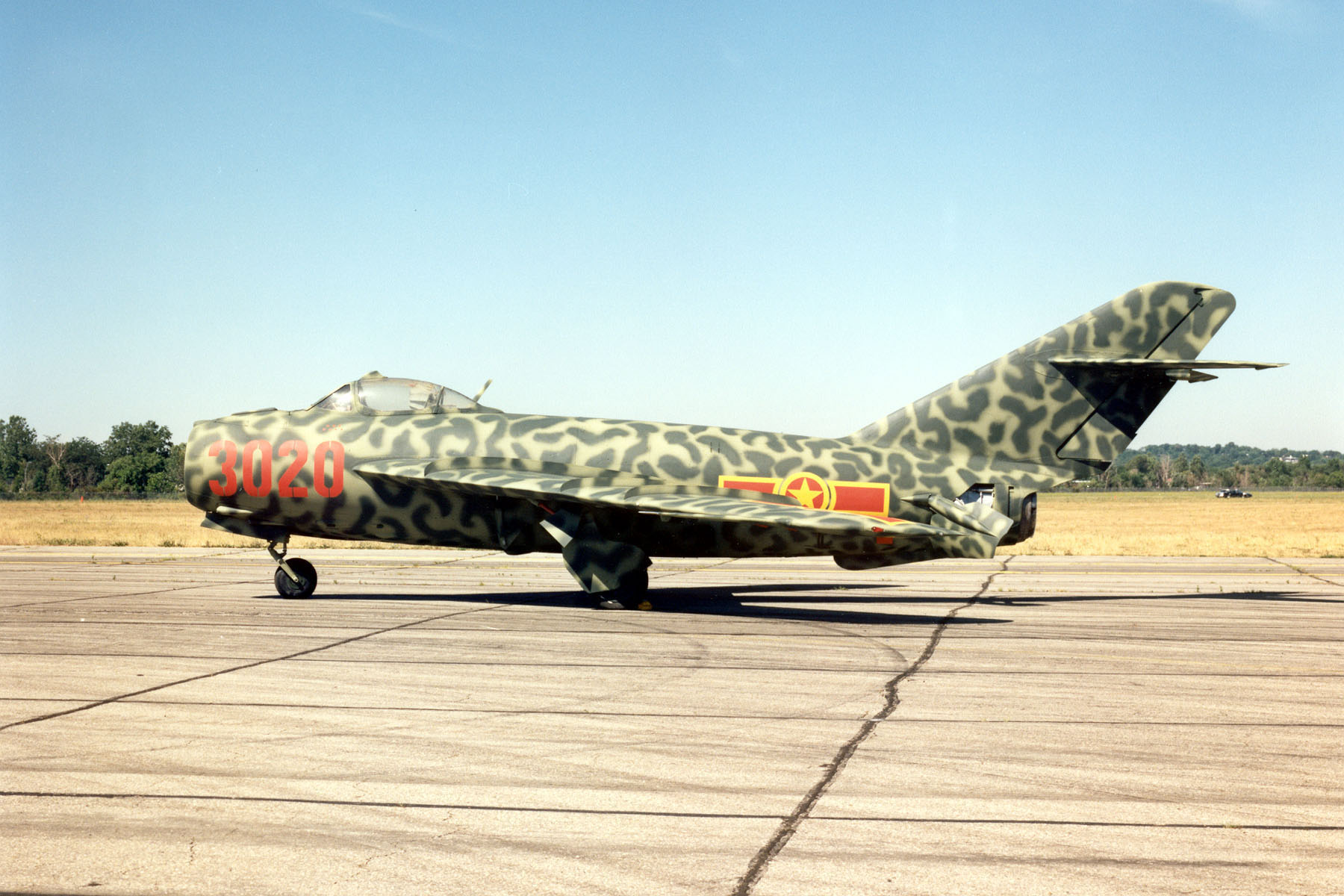
MiG-17 lotnictwa Wietnamu
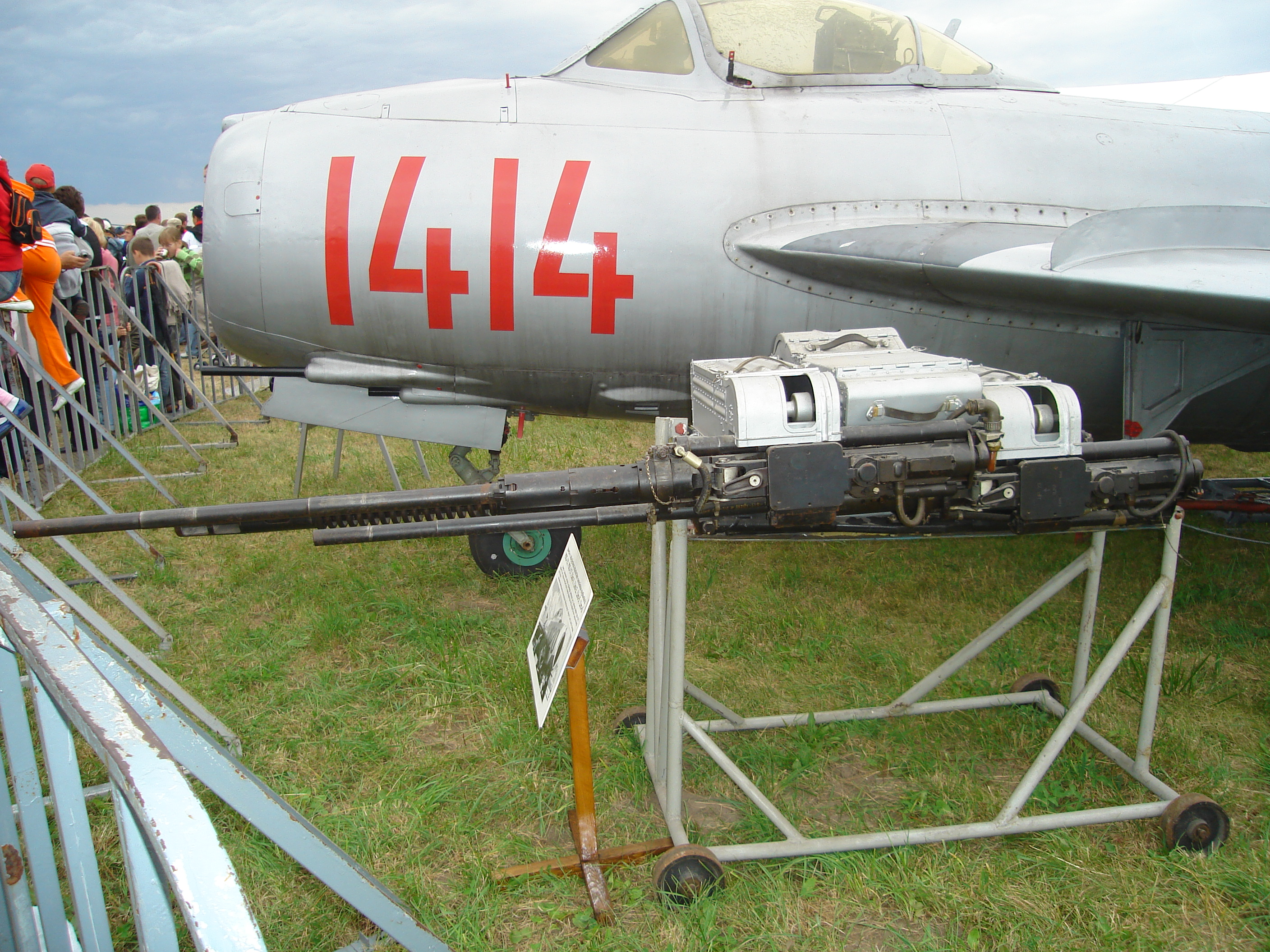
MiG-17 z wyeksponowanym uzbrojeniem
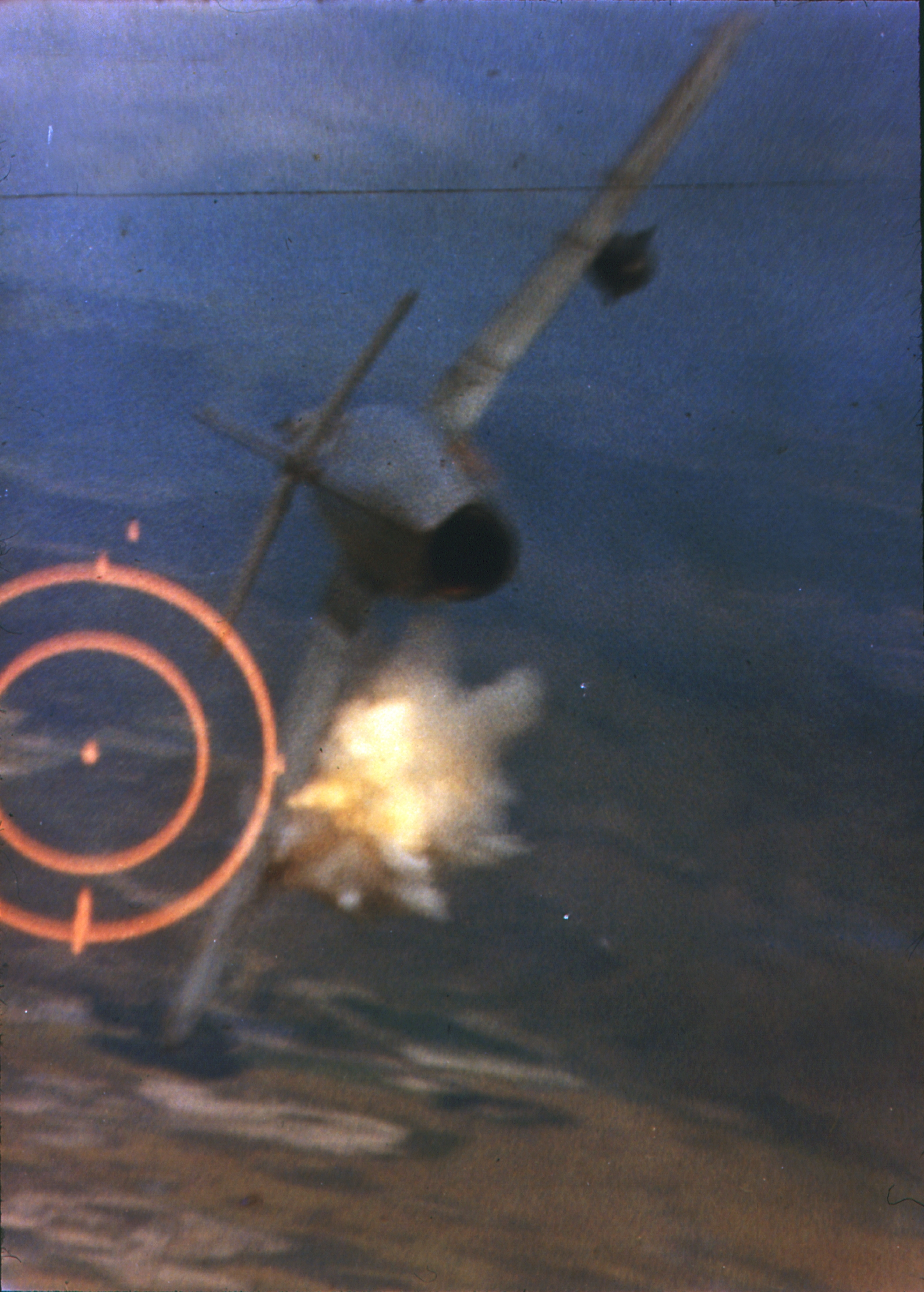
MiG-17 zestrzelony przez F-105D
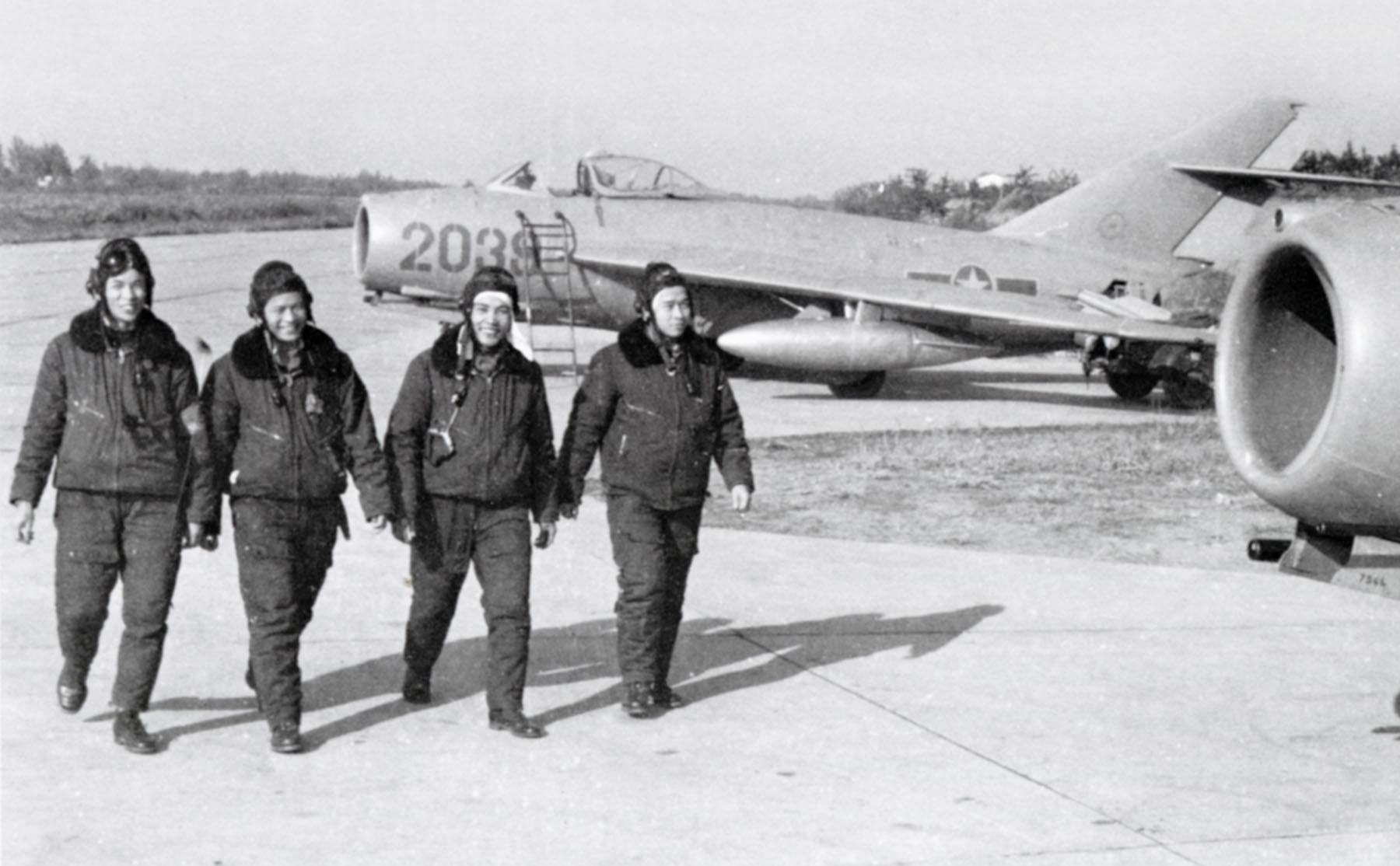
Piloci sił powietrznych Wietnamu Północnego przy samolotach MiG-17
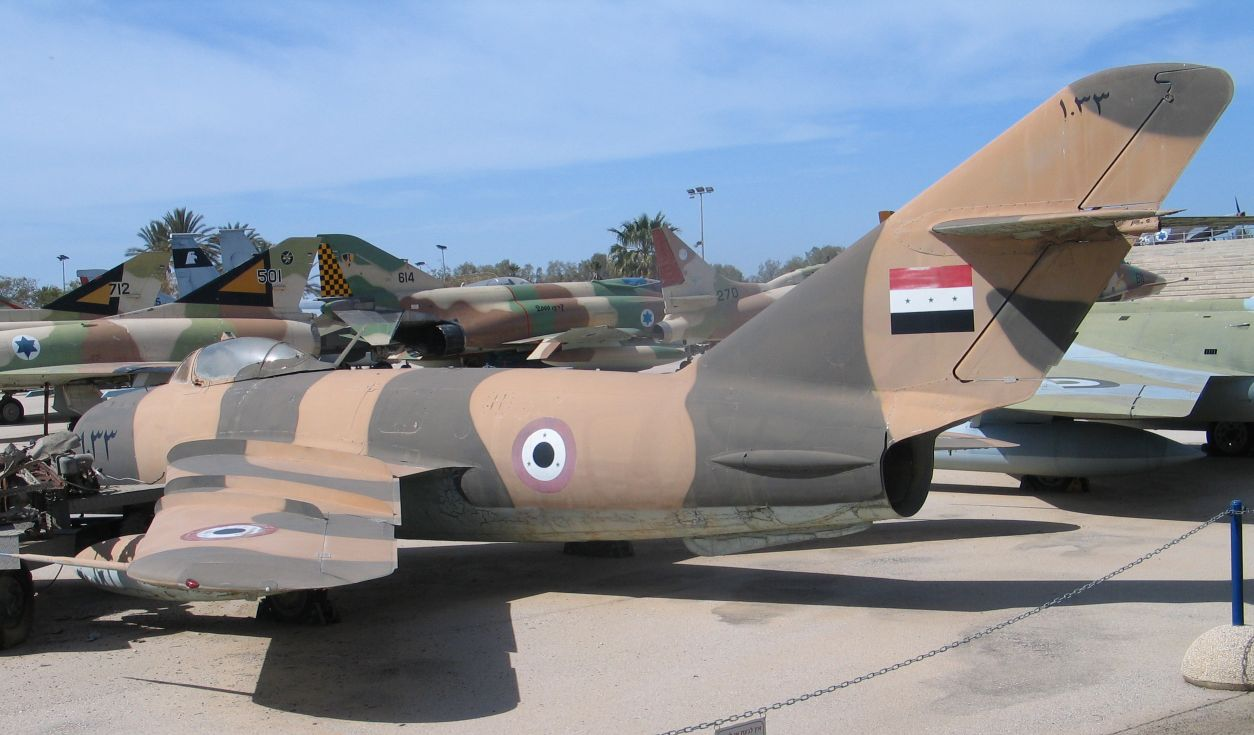
MIG-17 lotnictwa Syrii
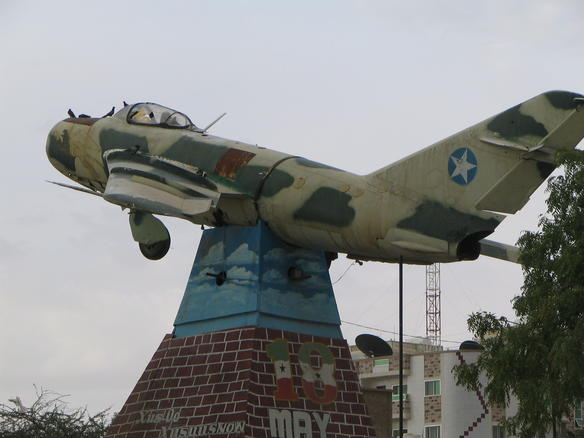
MIG-17 lotnictwa Somalii
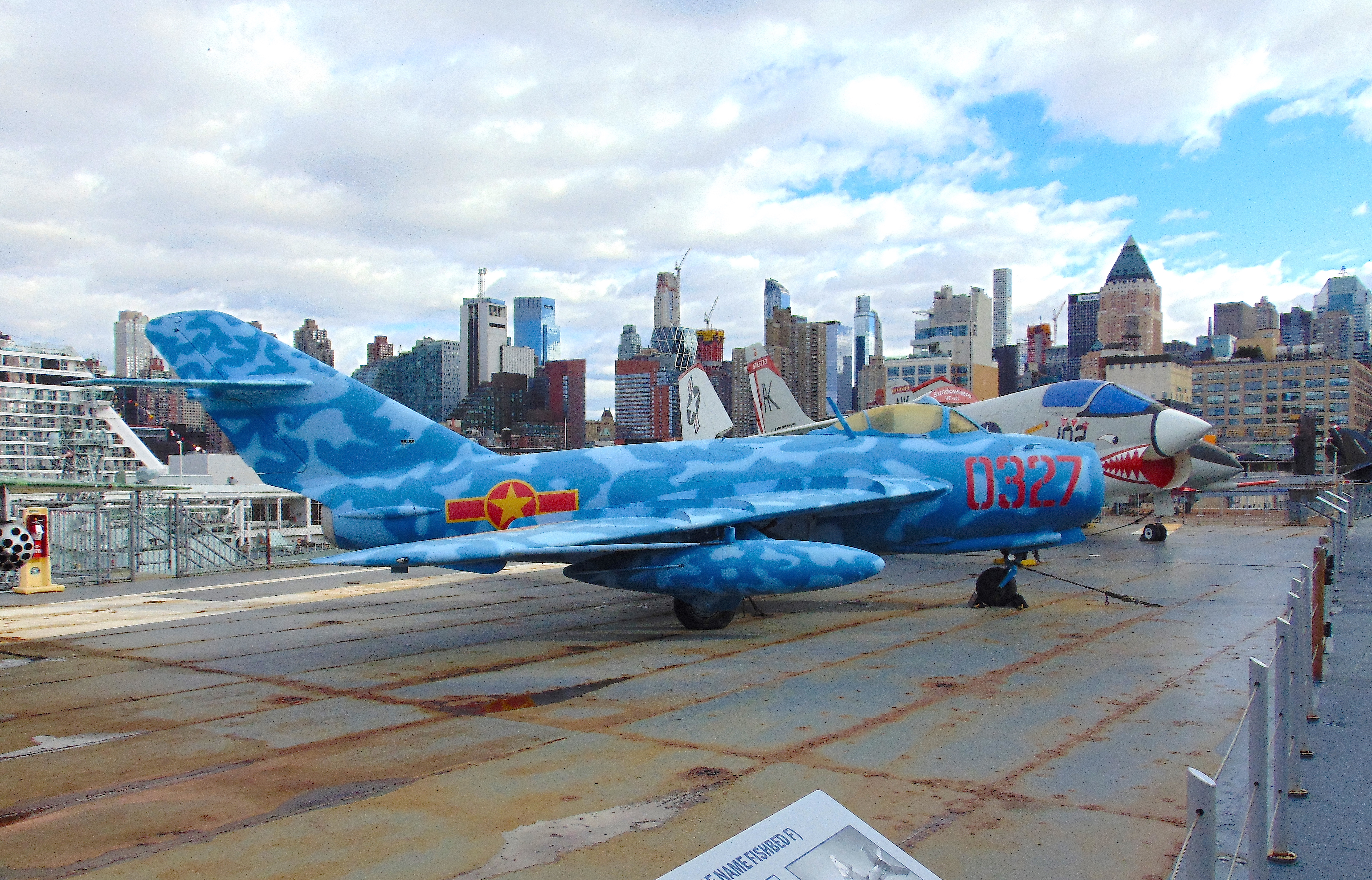
MiG-17 w barwach lotnictwa Wietnamu na pokładzie lotniskowca USS „Interpid”
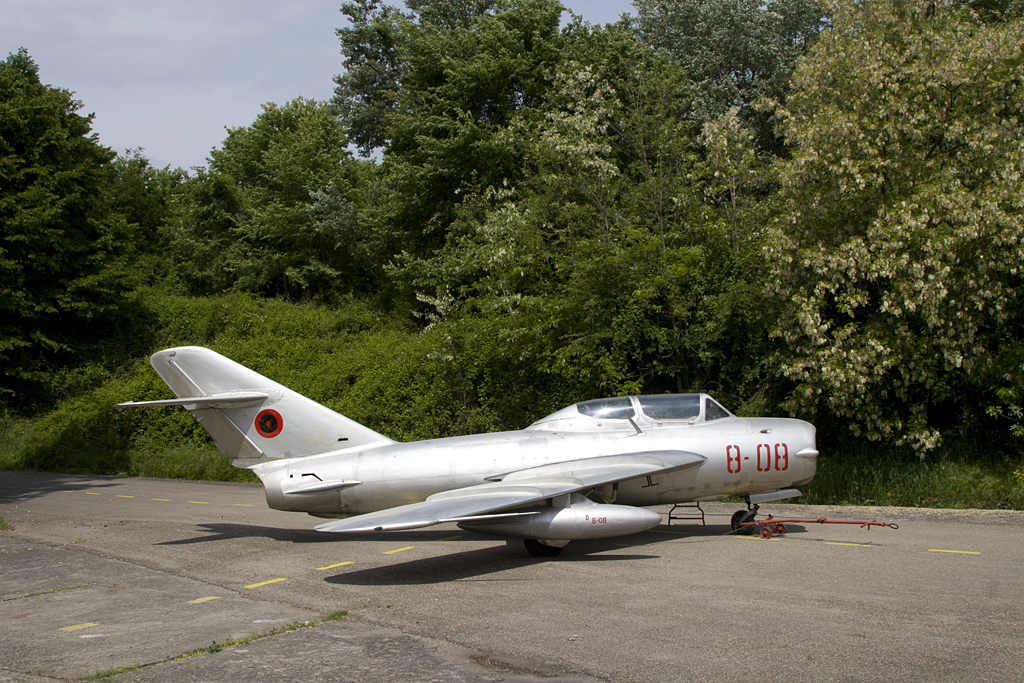
Szkolna wersja MiG-17 sił powietrznych Albanii
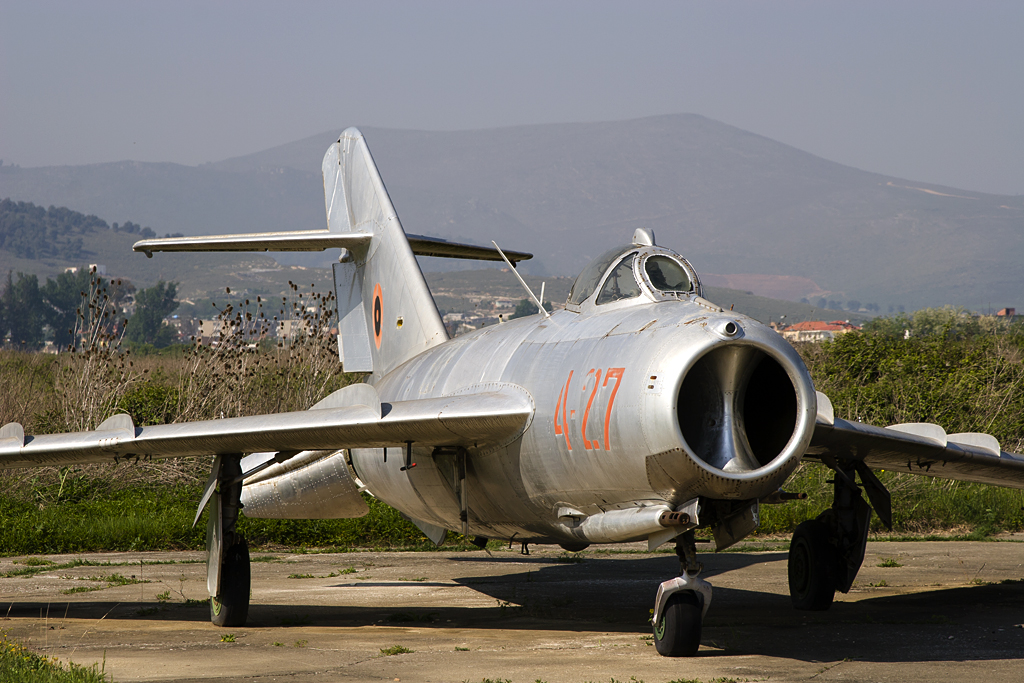
J-5 – chińska wersja samolotu